# Dolichopeza (Nesopeza) polysara
Dolichopeza (Nesopeza) polysara is een tweevleugelige uit de familie langpootmuggen (Tipulidae). De soort komt voor in het Oriëntaals gebied.